# 环球航空840号班机爆炸事件
环球航空840号班机是一班从洛杉矶起飞，经停纽约、罗马、雅典，终到开罗的定期国际航班。从洛杉矶到罗马的航线是由波音747执飞，其余航程则由波音727完成。1986年4月2日，当该机飞行至距降落在雅典机场还有10分钟处时，一个被藏在10F座位下的炸弹爆炸。 四名美国人（包括一名8个月大的婴儿）因被从机身上的洞中吸出遇难。 另有7名乘客在飞机快速失压时被飞溅的碎片划伤。飞机载着其余的110名乘客在机长理查德·皮特森的操纵下安全着陆。
共有四名乘客罹难，其中三名遇难者的遗体落在阿尔戈斯附近，第四名则落到了海里。
一个自称阿拉伯解放组织（英语:Arab Revolutionary Cells）的组织宣称对此事故负责。该组织称，他们发动袭击的目的是反对美帝国主义 调查员发现炸弹中装有1磅左右的塑胶炸药。 调查人员怀疑，该炸弹是一名先前乘坐该飞机的黎巴嫩女子安放的。

## 遇难者名单
- 德米特拉·克鲁格，8个月，贝塞斯达，马里兰州
- 阿尔伯托·奥斯皮纳，37岁，斯特拉特福德，康涅狄格州
- 玛丽亚·K克鲁格，25岁，贝塞斯达，马里兰州Demetra Stylianopoulos, 52, Bethesda, Maryland